# Ahn Seo-hyun
Ahn Seo-hyun (12 de enero de 2004) es una actriz surcoreana. 

## Carrera
Es miembro de la agencia MIMI Entertainment.
Comenzó su carrera como actriz infantil en 2008, y desde entonces ha participado en películas y series de televisión como The Housemaid (2010),  Single-minded Dandelion (2014) y la película, aclamada por la crítica. de Netflix Okja (2017), que se estrenó en el Festival de Cine de Cannes 2017 en la competencia por la Palme d'Or.
En febrero de 2021 se anunció que se había unido al elenco principal de la película de horror Oh! My Ghost donde interpretará a Kong-yi, una joven misteriosa que siempre está rondando a Tae-min (Jeong Jin-woon).
En mayo del mismo año se anunció que aparecería como parte del elenco principal de la película Dark Yellow.

## Filmografía

### Película
| Año  | Título                    | Rol                    | Notas                                    |
| ---- | ------------------------- | ---------------------- | ---------------------------------------- |
| 2009 | Maybe (Rabbit and Lizard) | May Smith              |                                          |
| 2010 | The Housemaid             | Nami                   |                                          |
| 2010 | Man of Vendetta           | Joo Hye-rin            |                                          |
| 2010 | The Yellow Sea            | hija de Kim Seung-hyun |                                          |
| 2011 | Sorry, Thanks             | Ahn Seo-hyun           | segmento: "Sorry and Thank You"          |
| 2011 | Champ                     | niña                   |                                          |
| 2011 | Mr. Idol                  | Han Eun-seo            |                                          |
| 2014 | Monster                   | Na-ri                  |                                          |
| 2014 | The Divine Move           | Ryang-ryang            |                                          |
| 2014 | Welcome                   | Hye-sook               |                                          |
| 2017 | Okja                      | Mija                   | protagonista, compitió por la Palme d'Or |
| 2021 | Oh! My Ghost              | Kong-yi                |                                          |
| 2021 | Dark Yellow               | -                      |                                          |

### Serie televisiva
| Año  | Título                                  | Rol               | Red       |
| ---- | --------------------------------------- | ----------------- | --------- |
| 2008 | Love Marriage                           |                   |           |
| 2008 | Terroir                                 | Lee Woo-joo       | SBS       |
| 2009 | Can Anyone Love?                        | Ha-neul           | SBS       |
| 2009 | Soul                                    | Yoon Ha-na        | MBC       |
| 2010 | Three Sisters                           | Yoon Goo-seul     | SBS       |
| 2010 | Drama Special "The Great Gye Choon-bin" | Sae-rom           | KBS2      |
| 2011 | Dream High                              | Go Hye-sung       | KBS2      |
| 2011 | Baby Faced Beauty                       | Ji Hyun-yi        | KBS2      |
| 2011 | Garden of Heaven                        | Kang Hyun-soo     | Channel A |
| 2011 | What's Up                               | Oh Doo-ri (joven) | MBN       |
| 2012 | Dummy Mommy                             | Park Dat-byul     | SBS       |
| 2013 | Shark                                   | Han Yi-hyun       | KBS2      |
| 2013 | Golden Rainbow                          | Kim Shib-won      | MBC       |
| 2014 | Drama Special "Bomi's Room"             | Gong Bo-mi        | KBS2      |
| 2014 | Single-minded Dandelion                 | Min Deul-re       | KBS2      |
| 2015 | The Village: Achiara's Secret           | Seo Yoo-na        | SBS       |
| 2018 | Revenge Note 2                          | Oh Ji-Na          | XTVN      |